# Orthoceras
Orthoceras – wymarły rodzaj łodzikowca żyjący w okresie od ordowiku do triasu.
Opis:
Muszla prosta, wysmukła, syfon położony w środku muszli, dość cienki. 
Ekologia:
Zwierzęta drapieżne, morskie, żyjące w strefie przydennej do głębokości 400 m,  
nektoniczne, polujące m.in. na trylobity i ramienionogi.
Znaczenie:
Skamieniałości różnych gatunków Orthoceras są skamieniałościami pomocniczymi w datowaniu ordowiku, zwłaszcza Europy i Ameryki Północnej. 
Występowanie:
Rodzaj kosmopolityczny, znany na wszystkich kontynentach, z wyjątkiem Antarktydy, szczególnie licznie spotykany w Europie, Ameryce Północnej i Azji. Występuje również w Polsce, zarówno w utworach ordowiku (wiercenia z Niżu Polskiego i odsłonięcia w Górach Świętokrzyskich), jak i najliczniej w głazach narzutowych przetransportowanych przez lądolód ze Skandynawii. 
Zasięg wiekowy:
Ordowik – dewon; znane są też okazy bardzo podobne do Orthoceras i przez część badaczy zaliczane do tego rodzaju, ze skał młodszych (aż do schyłku triasu), jednak ich oznaczenie rodzajowe jest wątpliwe. Również status rodzajowy wielu okazów z interwału ordowik – dewon, zaliczanych do Orthoceras, może być wątpliwy, gdyż różnice pomiędzy tym rodzajem a pokrewnymi mu z rodziny Orthoceratidae są bardzo niewielkie. 
Wybrane gatunki:
- Orthoceras regulare – Europa
- Orthoceras repens – USA
- Orthoceras catulus – USA

Zastosowanie w gospodarce:
Muszle łodzikowatych z rodzaju Orthoceras występują bardzo licznie w wielu kamieniołomach na świecie, dlatego są często polerowane i sprzedawane jako wisiorki lub wraz z wypolerowaną skałą jako przyciski do papieru, popielniczki i okazy paleontologiczne na giełdach kolekcjonerskich. Przeważnie ozdoby takie pochodzą z Maroka.